# أكوة الحصة
أكوة الحصة إحدى قرى مركز كفر الزيات التابع لمحافظة الغربية بجمهورية مصر العربية.

## التاريخ
قرية أكوة الحصة من القرى القديمة، حيث وردت باسم «إكوى» في أعمال جزيرة بني نصر ضمن قرى الروك الصلاحي التي أحصاها ابن مماتي في كتاب قوانين الدواوين، كما وردت باسم «إكوى» في أعمال جزيرة بني نصر ضمن قرى الروك الناصري التي أحصاها ابن الجيعان في كتاب «التحفة السنية بأسماء البلاد المصرية».
وردت باسم «إكوى» في التربيع العثماني الذي أجراه الوالي العثماني سليمان باشا الخادم في عصر السلطان العثماني سليمان القانوني ضمن قرى ولاية جزيرة بني نصر، وفي تاريخ 1228هـ/1813م الذي عدّ قرى مصر بعد المسح الذي قام به محمد علي باشا باسم «إكوة الحصة». أصل القرية توابع مركز تلا بمديرية المنوفية ثم نقلت إلى مركز كفر الزيات بمديرية الغربية لقربها منه في 6 أبريل 1955.

## السكان
بلغ عدد سكان أكوة الحصة 16,889 نسمة حسب تقدير عام 2018. يوجد بالقرية أقلية مسيحية.
| السنة  | 1882 | 1897 | 1907 | 1960 | 1976 | 1986 | 1996 | 2006   | 2018   |
| ------ | ---- | ---- | ---- | ---- | ---- | ---- | ---- | ------ | ------ |
| القرية | 3142 | 2802 | 3268 | 3875 | 4990 | 6729 | 8714 | 10,092 | 16,889 |

## الآثار
يعود تاريخ المسجد القبلي الكائن بالقرية إلى الفترة بين عامي 1888-1890 م، يتميز المسجد باحتفاظه بالكثير من عناصره المعمارية والزخرفية. المسجد مربع الشكل مكون من ثلاثة أروقة موازية لجدار القبلة. سمي المسجد بهذا الاسم تميزًا له عن المسجد البحري الواقع في شمال القرية.